# Tatmadaw

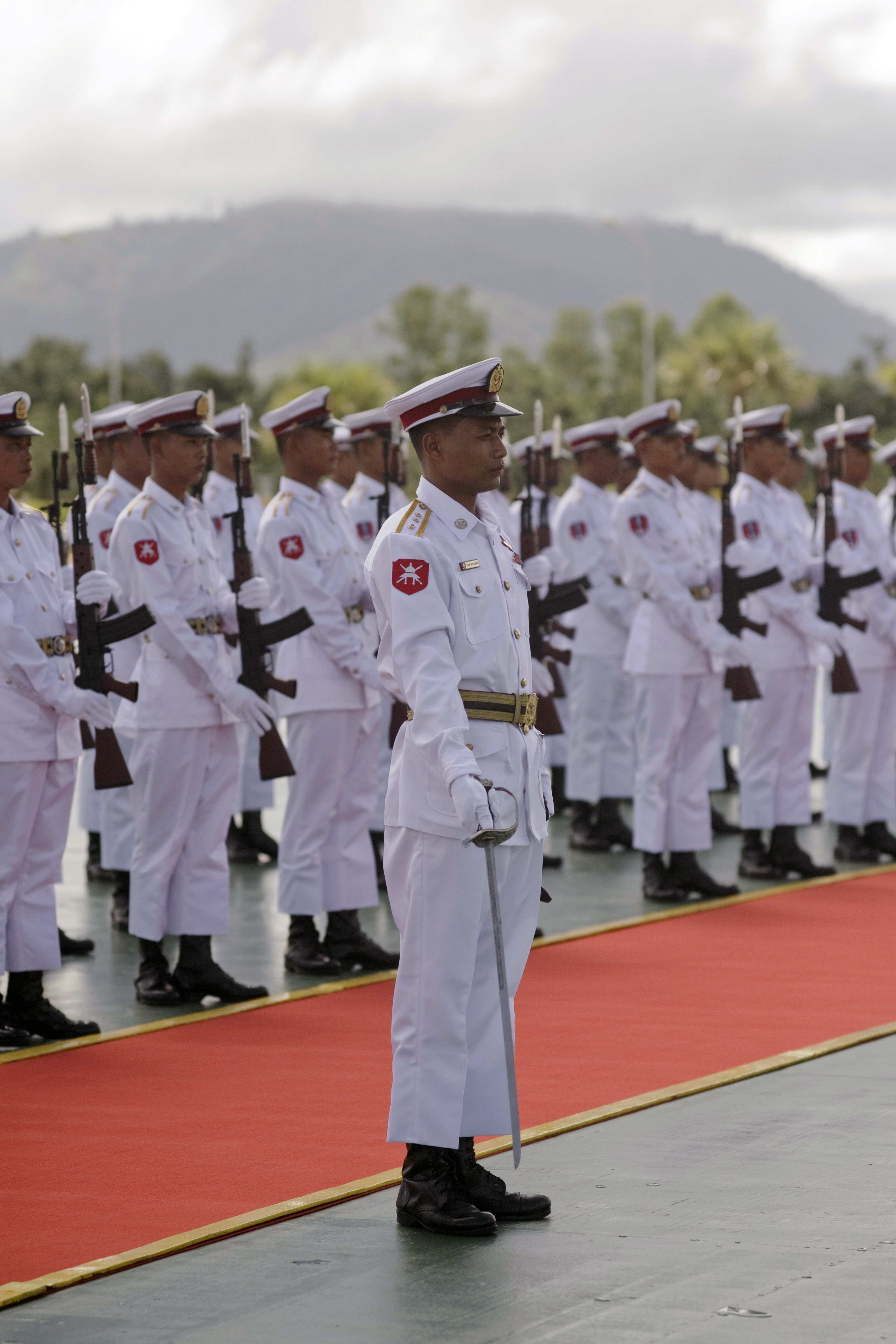
A guarda de honra do exército de Myanmar.

Tatmadaw é o nome oficial das forças armadas de Myanmar (antiga Birmânia). É administrado pelo Ministro da Defesa e é composto pelo Exército, Marinha e Força Aérea. Vários serviços auxiliares também estão ligados, como a força policial de Myanmar e as Unidades de Milícia Popular.
De acordo com a Constituição de Mianmar, o Tatmadaw reporta directamente ao Conselho de Defesa e Segurança Nacional (NDSC) liderado pelo Presidente de Mianmar. O NDSC é um Conselho de Segurança Nacional de onze membros responsável pelos assuntos de segurança e defesa em Mianmar. O NDSC actua como a autoridade máxima no governo de Mianmar.
Atualmente, não há recrutamento militar em Mianmar. Assim, todos os militares são teoricamente voluntários, mas a Lei da Milícia Popular permite o recrutamento se o presidente considerar necessário para a defesa de Mianmar que as disposições da lei sejam activadas. O Tatmadaw tem-se envolvido numa batalha amarga com os insurgentes étnicos e os narco-exércitos desde que o país ganhou a sua independência do Reino Unido em 1948. Recentemente, o Tatmadaw foi amplamente acusado por organizações apoiadas pelo Ocidente por crimes de direitos humanos, incluindo limpeza étnica, tortura, agressão sexual e massacre de civis.
No entanto, uma pesquisa de 2014 realizada pelo American International Republican Institute em todos os dados demográficos de Mianmar mostra que os militares são a instituição mais favorável, com 84% dos entrevistados dizendo "muito favorável" ou "favorável" à frente de outras instituições, como mídia, governo e a oposição birmanesa.